# Christina Olumeko
Christina Sade Olumeko (født 26. november 1996) er en dansk politiker.
Ved Folketingsvalget 2022 blev hun valgt for Alternativet i Københavns Storkreds med 3.476 personlige stemmer.
Olumekos far er fra Nigeria og hendes mor fra Frankrig.
Christina Olumeko gennemførte en bacheloruddannelse i statskundskab på Københavns Universitet fra 2016 til 2019. 
I 2020 begyndte hun på kandidatuddannelse i statskundskab sammesteds.
Ved Kommunalvalget 2021 blev Olumeko valgt til Københavns Borgerrepræsentation for Alternativet. I kommunen blev hun medlem af Teknik- og Miljøudvalget.
Med baggrund i Rigsretssagen mod Inger Støjberg agiterede Olumeko i december 2021 for introduktion af en forfatningsdomstol i Danmark.